# Благовещенское (город)
Благове́щенское (укр. Благовіщенське, в 1924—2016 — Улья́новка) — город, центр Благовещенской городской общины Голованевского района Кировоградской области Украины

## Географическое положение
Благовещенское расположено на реке Синица — левом притоке Южного Буга на Приднепровской возвышенности.

## История
Окрестности города были заселены людьми издавна, о чём свидетельствуют археологические находки — возле сел Данилова Балка, Сабатиновка и Луполово Благовещенского района находятся остатки двух поселений трипольской культуры второй половины IV тыс. до н. э. Село Сабатиновка дало название археологической культуре позднего периода бронзового века.
Село возникло в начале 1880-х годов как выселки Грушковского сахарного завода.
В январе 1918 года здесь была установлена Советская власть, летом 1924 года селение получило название Ульяновка в честь В. И. Ульянова
В 1935 году началось издание районной газеты.
25 октября 1938 года Ульяновка получила статус посёлка городского типа.
В ходе Великой Отечественной войны 1 августа 1941 года Ульяновка была оккупирована немецкими войсками, а 12 марта 1944 года освобождена советскими войсками.
В 1945 году Указом Президиума ВС УССР в состав поселка городского типа Ульяновка включены хутора Тарасовка и Благовещенский. В 1949 году Ульяновка стала центром Грушковского района, тогда же переименованного в Ульяновский
12 февраля 1954 года в ходе административно-территориальной реформы посёлок вошёл в состав Кировоградской области. В 1956 году здесь действовали сахарный завод, две средние школы, школа рабочей молодёжи, две библиотеки и клуб.
В 1974 году Ульяновка получила статус города, в 1975 году численность населения составляла 10,9 тыс. человек, здесь действовали сахарный завод и другие предприятия пищевой промышленности.
В 1984 году здесь действовали сахарный завод, кукурузокалибровочный завод, соковый завод, пищевой комбинат, цех цельномолочной продукции Гайворонского маслозавода, межхозяйственная строительная организация, райсельхозтехника, райсельхозхимия, комбинат бытового обслуживания, ПТУ, пять общеобразовательных школ, музыкальная школа, спортивная школа, больница, два Дома культуры и три библиотеки.
В январе 1989 года численность населения составляла 10 648 человек, основой экономики являлись предприятия пищевой промышленности.
В мае 1995 года Кабинет министров Украины утвердил решение о приватизации райсельхозтехники. В ноябре 1997 года было принято решение о приватизации находившегося здесь Грушковского хлебоприёмного предприятия.
19 мая 2016 года Верховная Рада Украины переименовала город Ульяновка в Благовещенское.
В 2020 году Благовещенский район был упразднён, а город стал центром Благовещенской городской общины Голованевского района

## Население
На 1 января 2025 года численность населения составляла 5073 человек.

### Языковой состав
Во время переписи 2001 года 96,73 % населения города указали украинский язык родным, 2,49 % — русский, 0,78 % — другие языки.

## Экономика
В СССР экономика райцентра, как и в основном всего района базировалась на отраслях сельского хозяйства — растениеводстве и животноводстве. Район был центром выращивания сахарной свёклы, а город — центром её переработки. Действовали также предприятия пищевой промышленности.
Некоторое оживление экономики наметилось лишь в последние три года и связано оно в основном с ростом сферы услуг для обслуживания трассы «Киев—Одесса» (кафе, гостиницы, маршрутные такси, заправки, автовокзал «Ятрань» и др.).

## Образование
- ПТУ № 11[16] (открытое в 1967 году).

## Транспорт
Железнодорожная станция Грушка на линии Гайворон ‒ Подгородная.
Рядом с городом проходит автомобильная трасса М-05.
В советское время в городе располагался небольшой аэропорт для пассажирского воздушного сообщения с Кировоградом.